# Marco Antônio
Marco Antônio Feliciano, meglio noto solo come Marco Antônio (Santos, 6 febbraio 1951), è un ex calciatore brasiliano, di ruolo terzino sinistro. Campione del mondo nel 1970 con la Nazionale brasiliana.

## Carriera

### Club
Marco Antônio iniziò la sua carriera nel 1968 nelle file della Portuguesa, per poi passare l'anno seguente alla Fluminense, con cui vinse 4 Campionati Carioca, un Torneo Roberto Gomes Pedrosa e 3 Taça Guanabara.
Nel 1976 si trasferì al Vasco da Gama, conquistando un altro Campionato Carioca, quinto personale, nel 1977.
Nel 1981 passò al Bangu e nel 1983 al Botafogo, dove chiuse la carriera nel 1984.
Durante la sua carriera vinse per due volte il Bola de Prata, premio assegnato dalla rivista Placar ai migliori 11 giocatori del campionato brasiliano.

### Nazionale
Marco Antônio conta 39 presenze con la Nazionale brasiliana, con cui esordì il 4 marzo 1970 a Porto Alegre in amichevole contro l'Argentina (0-2).
Ha fatto parte della selezione che vinse i Mondiali 1970, dove disputò 2 partite, e partecipò ai Mondiali 1974, che videro i verdeoro arrivare al 4º posto, dove però non scese mai in campo.

## Palmarès

### Club
- Campionato Carioca: 5

Fluminense: 1969, 1971, 1973, 1975
Vasco da Gama: 1977
- Torneo Roberto Gomes Pedrosa: 1

Fluminense: 1970
- Taça Guanabara: 3

Fluminense: 1969, 1971, 1975

### Nazionale
- Campionato mondiale: 1

Messico 1970
- Coppa d'Indipendenza Brasiliana: 1

1972

### Individuale
- Bola de Prata: 2

1975, 1977